# Snara
En snara är en slinga av rep, vajer eller metalltråd arrangerad så att det bildas en ögla som dras ihop ju mer det dras i slingan, exempelvis genom någon form av löpögla. Det finns många olika sorts snaror som används för olika ändamål. En jaktsnara är ett redskap som människan länge använt för småviltjakt för att snärja och fånga exempelvis fågel, räv, harar och kaniner. Idag är denna form av jakt hårt reglerad i många länder. En annan typ är hängsnaran som används vid hängning, det vill säga vid avrättning av en människa.

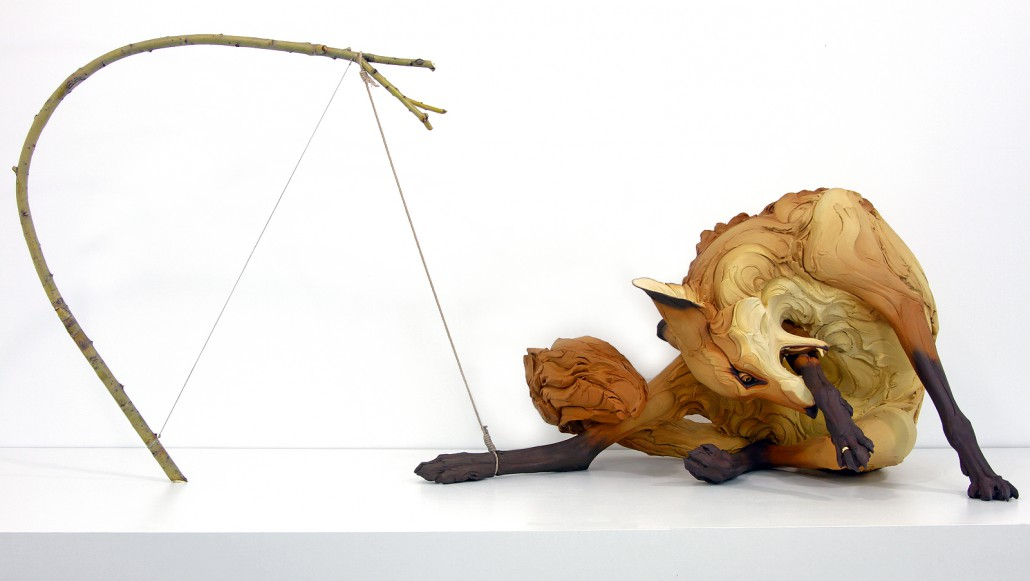
Räv fångad i snara. Konstverk av Beth Cavener.
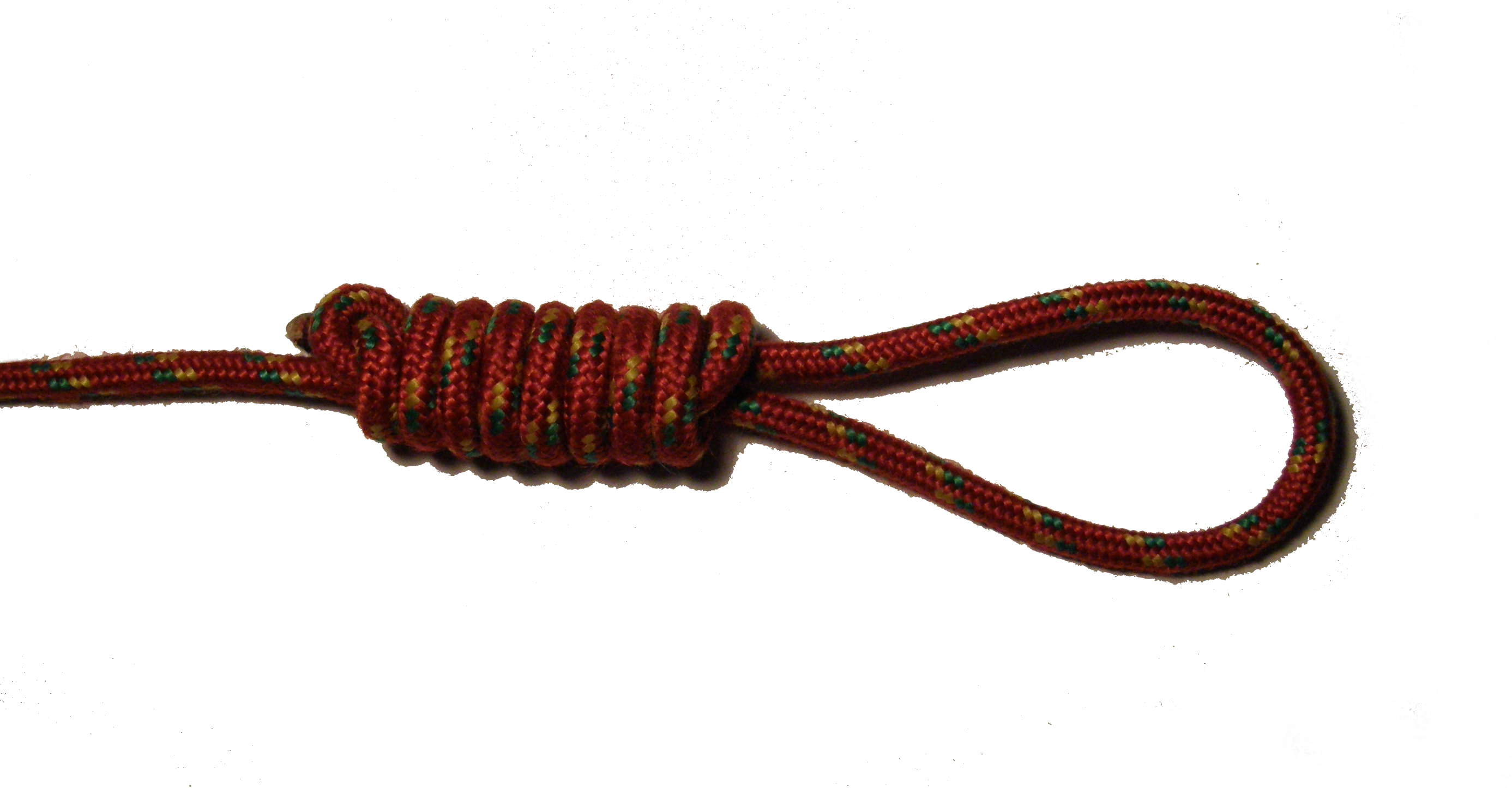
En hängsnara,